# Саммерфілд (Огайо)
Саммерфілд (англ. Summerfield) — селище (англ. village) в США, в окрузі Нобл штату Огайо. Населення — 237 осіб (2020).

## Географія
Саммерфілд розташований за координатами 39°47′49″ пн. ш. 81°20′7″ зх. д. / 39.79694° пн. ш. 81.33528° зх. д. (39.796815, -81.335333).  За даними Бюро перепису населення США в 2010 році селище мало площу 0,96 км², з яких 0,96 км² — суходіл та 0,00 км² — водойми.

## Демографія
Згідно з переписом 2010 року, у селищі мешкали 254 особи в 107 домогосподарствах у складі 71 родини. Густота населення становила 263 особи/км².  Було 126 помешкань (131/км²).
Расовий склад населення:
| - 98,4 % — білих - 0,4 % — азіатів - 1,2 % — осіб інших рас |

До двох чи більше рас належало 0,0 %. Частка іспаномовних становила 1,2 % від усіх жителів.
За віковим діапазоном населення розподілялося таким чином: 24,0 % — особи молодші 18 років, 63,0 % — особи у віці 18—64 років, 13,0 % — особи у віці 65 років та старші. Медіана віку мешканця становила 39,0 року. На 100 осіб жіночої статі у селищі припадало 96,9 чоловіків;  на 100 жінок у віці від 18 років та старших — 94,9 чоловіків також старших 18 років.
Середній дохід на одне домашнє господарство  становив 45 771 долар США (медіана — 29 545), а середній дохід на одну сім'ю — 66 271 долар (медіана — 50 417). За межею бідності перебувало 17,4 % осіб, у тому числі 23,3 % дітей у віці до 18 років та 24,6 % осіб у віці 65 років та старших.
Цивільне працевлаштоване населення становило 72 особи. Основні галузі зайнятості: роздрібна торгівля — 27,8 %, освіта, охорона здоров'я та соціальна допомога — 26,4 %, будівництво — 15,3 %, публічна адміністрація — 12,5 %.